# メガネスーパー

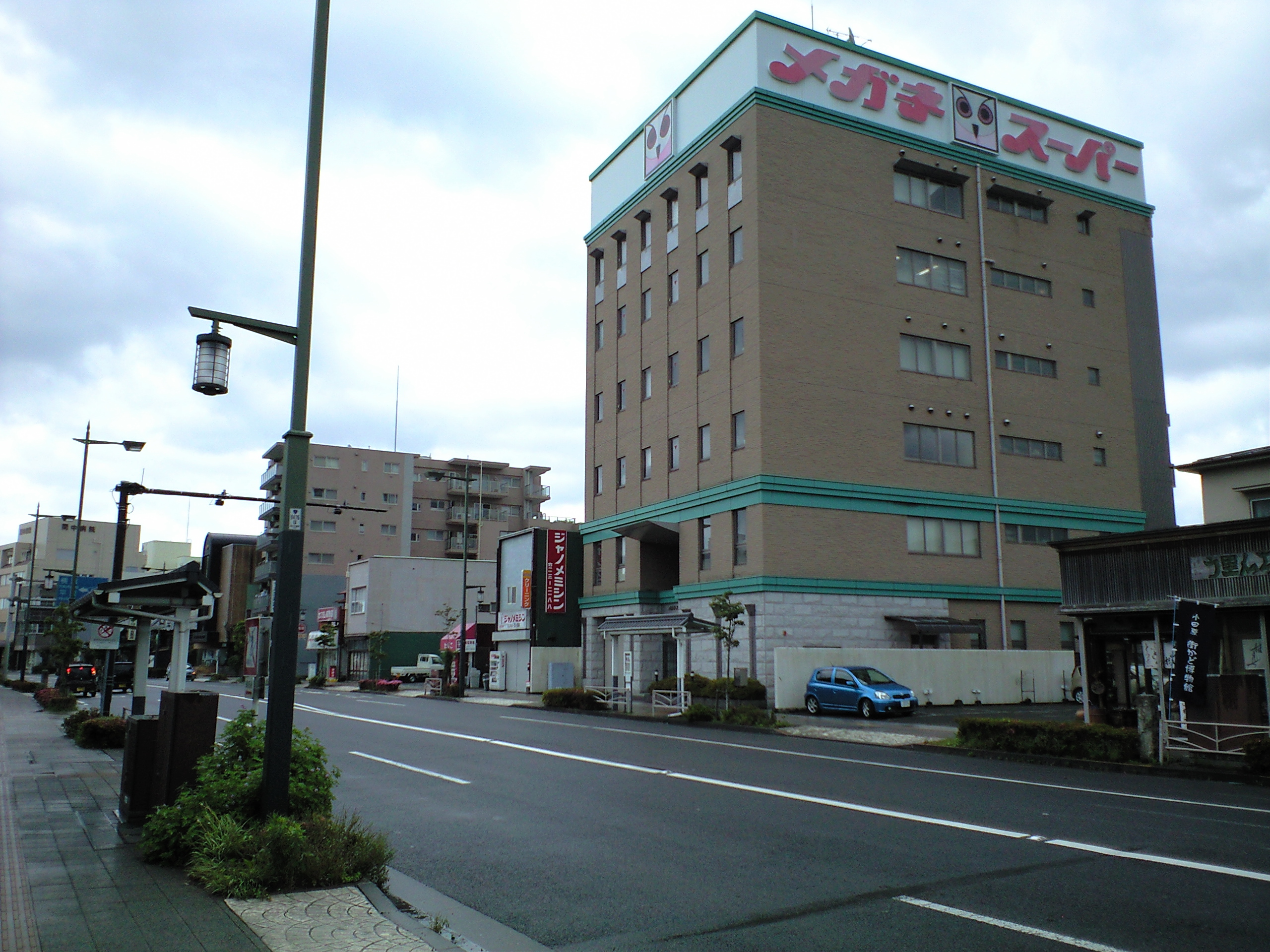
2019年3月までのメガネスーパー本社（神奈川県小田原市）
現在は小田原箱根商工会議所会館として使用

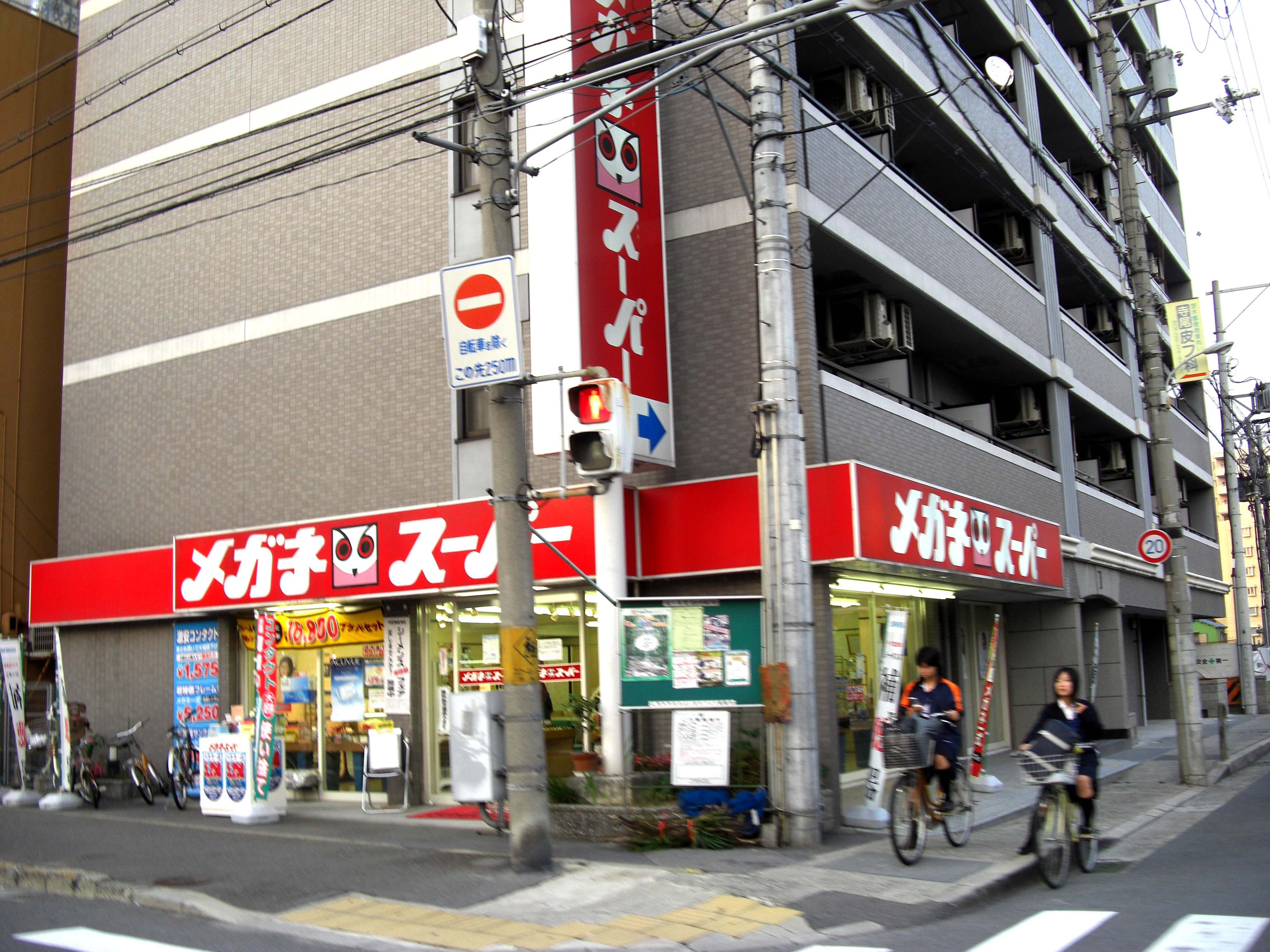
メガネスーパー茨木店（大阪府茨木市）

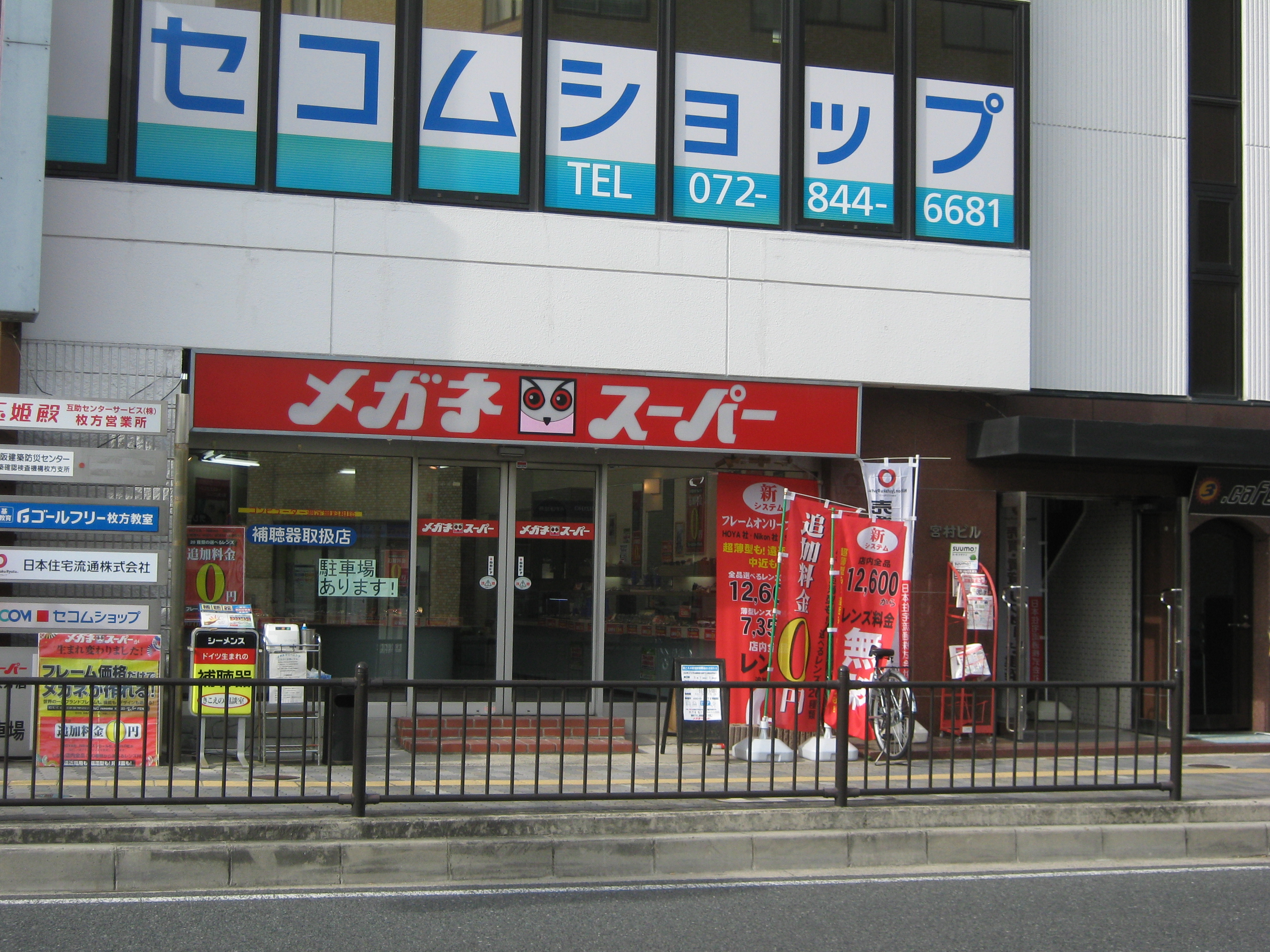
メガネスーパー枚方店（大阪府枚方市）

株式会社メガネスーパー（MEGANESUPER CO.,LTD）は、東京都中央区に本社を置き、メガネ、コンタクトレンズなどの販売を行う企業。メガネスーパーのイメージキャラクターは、フクロウの「フクタン」とその妹の「フクリン」。
本稿では、持株会社である株式会社ビジョナリーホールディングスに関しても記述する。

## 概要
1973年に田中八郎が前身となる有限会社ニュー湘南眼鏡として神奈川県小田原市で、また1976年に埼玉県さいたま市 で有限会社メガネスーパーをそれぞれ創業。1980年にニュー湘南眼鏡を存続会社として株式会社メガネスーパーと改組。
以来、全国主要都市にメガネ・コンタクトレンズを中心に、補聴器、化粧品、健康食品、プチシルマなどの販売チェーン店を展開する他している。2004年3月にJASDAQ市場に株式上場。2007年のピーク時には540店舗、380億円の売り上げを挙げていた。
2000年代に台頭してきたZoff・JINS等の価格破壊に高コスト体質のメガネ-スーパーは対応できずに業績が低迷し、2008年から8期連続の営業赤字に陥る。低価格帯に抑えた若者向けの眼鏡店舗Hatch・眼鏡専科を運営していたが、メガネスーパーの経営不振と、価格競争路線からの転換に伴い、閉店や通常業態への変更が行われた。
2011年 - 2013年の3期連続で債務超過に陥った。2012年に創業家出身の役員が退き、アドバンテッジ パートナーズを中心とする投資ファンド主導による経営再建を図ることになる。2013年4月期の売上高は160億円。
2013年に投資ファンドの要請で星崎尚彦が社長に就任して以降、客単価落ち込みの原因となった価格競争路線から脱し、検眼やフィッティング、アフターサービスなどを充実させた「アイケアカンパニー」を2014年6月に宣言（同時にCI導入）して、低価格店との差別化を図った。
2014年9月には累積損失の減少を目的に減資を行った結果、資本金が1000万円となり、法制上「中小企業」となった（その後の新株予約権行使による株式の増加により、「中小企業」の基準である1億円を上回った）。
2015年7月23日、東証は同日メガネスーパーが提出した有価証券報告書において最近4事業年度において、営業利益及び営業活動によるキャッシュ・フロー額が負であること及び、同年4月末に債務超過の状態であることが確認されたため、同社は上場廃止に係る猶予期間に入ると発表した。
高付加価値路線の経営改革が軌道に乗った結果、2万円に落ち込んだ客単価も3万6000円に回復し、減少を続けていた店舗数は2015年から増加に転じて業績は回復。2016年4月期には9期ぶりに営業利益が黒字に転じた。営業活動によるキャッシュ・フローも正となり債務超過も解消されたため、上場廃止猶予期間は解除された。
2017年1月に富山県を営業基盤とするメガネハウスを子会社化し、同年6月に大阪府を営業基盤とし、かつ経営危機に陥っていたシミズメガネ（後のファイブ・ミッションズ）の事業を譲受する受け皿会社として関西アイケアプラットフォームを設立し、関西アイケアプラットフォームは同年8月にシミズメガネから全事業を譲受。同年11月1日に株式移転により設立された株式会社ビジョナリーホールディングスの完全子会社となった。これに伴い、メガネスーパーは同年10月27日付で上場廃止となり、11月1日付でビジョナリーホールディングスが上場した。2019年3月にはメガネスーパー本社を小田原市からビジョナリーホールディングスと同じ東京都中央区へ移転した。旧メガネスーパー本社ビルは、2020年に小田原箱根商工会議所へ売却され、2021年2月から小田原箱根商工会議所会館として使用している。
ビジョナリーホールディングスは2019年12月13日に、エムスリーとの間で資本業務提携を締結。2020年2月18日付で第三者割当増資によりエムスリーがビジョナリーホールディングスの筆頭株主となったと同時に、ビジョナリーホールディングスはエムスリーの持分法適用会社となった。
2019年10月に滋賀県を営業基盤とする大塚メガネを子会社化したが、大塚メガネは2020年2月に関西アイケアプラットフォームへ吸収合併されている。
2020年9月24日にグループ再編が発表され、ビジョナリーホールディングスが保有していたメガネハウス全株式は同年10月30日にメガネスーパーへ譲渡された他、株式会社メガネスーパーの商号も同年11月1日付で株式会社VHリテールサービスへ変更した。VHリテールサービスは同年11月1日付で関西アイケアプラットフォームとみちのくアイケアプラットフォームを吸収合併し、さらに2022年5月1日付でメガネハウスを吸収合併した。
2023年3月7日、星﨑尚彦が代表取締役社長を辞任し、社外取締役の松本大輔が後任となった。東京証券取引所は2023年8月31日、内部管理体制の改善が必要として、ビジョナリーホールディングスを特設注意市場銘柄に指定した。
2023年10月6日、ビジョナリーホールディングスは投資ファンド「日本企業成長投資」傘下のHorusが株式公開買付け（TOB）を行う事を発表した。2023年11月22日にHorusによるTOBが成立。ビジョナリーホールディングスは同年11月29日付でHorusの子会社となり、2024年1月29日に株式併合により上場廃止になった。筆頭株主であるエムスリーもHorusに出資する他、ビジョナリーホールディングスはHorusを通じてエムスリーの持分法適用会社となる予定である。
2025年に創業50周年を迎えたのを機に、2025年5月1日付で株式会社VHリテールサービスの商号を株式会社メガネスーパーに再度変更した。

## 店舗展開
2022年7月現在、秋田県、栃木県、奈良県、和歌山県、鳥取県、島根県、岡山県、徳島県、高知県、大分県にはビジョナリーホールディングス傘下の店舗がない。
栃木県、大分県はかつて出店していたが撤退している。富山県はVHリテールサービスの1ブランドであるメガネハウスのみ出店し、滋賀県も同社の1ブランドであるメガネのオオツカのみ出店している。香川県は一時撤退後、2015年10月に再出店しており、三重県、京都府はコンタクトレンズ専門店のメガネスーパーコンタクトのみ出店している。

## テレビ番組
- 日経スペシャル カンブリア宮殿 目の健康を売る！苦境メガネチェーン華麗なる復活劇（2018年4月5日、テレビ東京）[31]

## CM
- かつては文化放送・NRN系『ニュース・パレード』のスポンサーだった。
- 歴代のCMキャラクター
  - 小林亜星
  - 沢田研二
  - 斉藤明夫・遠藤一彦（横浜大洋ホエールズ）
  - 古舘伊知郎
  - 斉藤由貴
  - 東京パフォーマンスドール（篠原涼子など）
  - 田代まさし
  - 五木ひろし
  - ホンジャマカ
  - 寿美花代・高嶋政伸親子
  - 高原コマキ
  - 関根勤
  - 筧利夫
  - 内田恭子

## 提供番組
現在
- 報道ステーション（テレビ朝日 関東ローカル：月曜、2022年4月より）

過去
- みのもんたの朝ズバッ!（TBS 関東ローカル：月・金曜）
- オールナイトニッポン（ニッポン放送・NRN系列）
- クイズ!地球まるかじり（テレビ東京系列）
- はなまるマーケット（TBS系列）
- スッキリ!!（日本テレビ系列・隔日）
- 午後は○○おもいッきりテレビ（日本テレビ系列・隔日）
- YAWARA!（読売テレビ制作・日本テレビ系列）
- じゅん散歩（テレビ朝日 関東ローカル：火曜、2022年3月末で降板）

など
基本的にはスポットCM中心。

## スポーツ事業
- かつてはプロレス界に対し、深い関わりをもっていた時期がある。1990年に自らプロレス団体SWSを主宰していたほか、第2次UWFや藤原組のスポンサーでもあった。
- 創業者は、SWSを「金権プロレス」と批判した元週刊プロレス編集長・山本隆司（ターザン山本）に対し、バッシングを行わないことと引き替えに「税金のかからない形」で、月50万円を一年間に渡り支払っていた。
- 女子プロレス団体LLPWの設立にスポンサーとして関わっていたが、田中社長（当時）の妻の反対により、旗揚げ前に撤退している[32]。
- その後長らく格闘技とは関わりを断っていたが、2015年の天龍源一郎引退興行でリングスポンサーに広告を出している。
- また、創業者夫妻は競走馬の馬主としても知られている。代表的な所有馬に2012年のエリザベス女王杯（GI）で優勝したレインボーダリアがいる。他の著名な所有馬には1994年のきさらぎ賞（GIII）で優勝したサムソンビッグがいる。しかし同馬はその後皐月賞17着・東京優駿（日本ダービー）18着・菊花賞15着と振るわず、「準・裏三冠馬」という不名誉な通り名で呼ばれることもあったが、実は1994年の牡馬三冠に全て出走したのは三冠馬ナリタブライアンを除けばこの馬だけである。
- 現在はプロ野球の横浜ベイスターズ[要出典][注 4]、レーサー・長島正興に協賛している。
- かつて、バイクレーサーの阿部典史のスポンサーをしていた。現在もTEAM NORICK JRのスポンサーをしている。
- 2006年から2016年まで、箱根駅伝の小田原中継所（往路）が当時の本社前に移転し行われていた。

## 不祥事
2018年1月以降に、東京都新宿区・杉並区・北区に所在する3店舗において、生活保護受給者に対し現物支給される眼鏡代を、店舗が所在する各区に請求する際、実際の販売価格を上回る金額を請求していたことが、一部新聞の報道により判明。メガネスーパーを運営するビジョナリーホールディングスは、差額分を該当の区に返金することにしており、運営する300店舗でも、同様なことが行われていないか聴き取り調査を実施する予定である。また、これを受けて同社は、全店舗において福祉販売全般を中止することを決めた。

## 関連書籍
- 0秒経営 組織の機動力を限界まで高める「超高速PDCA」の回し方（著者:星崎尚彦）（2018年10月5日、KADOKAWA）ISBN 9784046024466
- 雨が降っても槍が降っても利益が出るゼロベースマネジメント メガネスーパー社長の経営川柳150本（著者:星崎尚彦）（2021年11月18日、日経BP社）ISBN 9784296109692

### 注
1. ↑  創業当時は合併以前で大宮市であった。
2. ↑  会社としてはニュー湘南眼鏡の創業を会社の創業年度としている。
3. ↑  三重県に1店舗、京都府に2店舗の出店である。
4. ↑  当該法人は、横浜スタジアムへ広告を掲出し、年間席を購入しているが、横浜ベイスターズへのスポンサードは行っていない。横浜ベイスターズのスポンサーとしては、株主構成4社（TBSホールディングス、フジテレビジョン、BS-TBS、アール・エフ・ラジオ日本）、ベイスターズ横浜会のほか、ユニホーム・スポンサーとして2008年度はノジマ、リスト、マイナビの3社が挙げられる。

## 類似形態の眼鏡量販店
- パリミキ(メガネの三城) - 株式会社パリミキホールディングス
- 眼鏡市場 - メガネトップグループ
- GLASSISM  - 株式会社オプティ
- Zoff - 株式会社インターメスティック
- J!NS - 株式会社ジンズ
- OWNDAYS - 株式会社オンデーズ
- メガネのドクターアイズ-Dr.eye's